# Hyalophora ceanothi
Hyalophora ceanothi är en fjärilsart som beskrevs av Jean Baptiste Boisduval 1869. Hyalophora ceanothi ingår i släktet Hyalophora och familjen påfågelsspinnare. Inga underarter finns listade i Catalogue of Life.